# Districtul Nong Muang Khai
Nong Muang Khai (în thailandeză หนองม่วงไข่) este un district (Amphoe) din provincia Phrae, Thailanda, cu o populație de 19.302 locuitori și o suprafață de 221,65 km².

## Componență
Districtul este subdivizat în 6 subdistricte (tambon), care sunt subdivizate în 34 de sate (muban).
| Nr. | Nume            | În thailandeză | Sate | Locuitori |  |
| --- | --------------- | -------------- | ---- | --------- |  |
| 1.  | Mae Kham Mi     | แม่คำมี          | 4    | 2,262     |  |
| 2.  | Nong Muang Khai | หนองม่วงไข่      | 8    | 4,853     |  |
| 3.  | Nam Rat         | น้ำรัด           | 6    | 3,594     |  |
| 4.  | Wang Luang      | วังหลวง         | 5    | 2,716     |  |
| 5.  | Tamnak Tham     | ตำหนักธรรม      | 7    | 3,549     |  |
| 6.  | Thung Khaeo     | ทุ่งแค้ว          | 4    | 2,328     |  |